# Cratere Toharu
Toharu  è un cratere sulla superficie di Cerere.